# Freestyle-Skiing-Weltcup 1992/93
Die Saison 1992/93 war die 14. Saison des von der Fédération Internationale de Ski (FIS) veranstalteten Freestyle-Skiing-Weltcups. Sie begann am 10. Dezember 1992 in Tignes und endete am 28. März 1993 in Lillehammer. Ausgetragen wurden Wettbewerbe in den Disziplinen Aerials (Springen), Moguls (Buckelpiste), Ballett und in der Kombination.
Höhepunkt der Saison waren die Weltmeisterschaften 1993 in Altenmarkt-Zauchensee.

## Männer

### Weltcupwertungen
| Rang | Name              | Punkte |
| ---- | ----------------- | ------ |
| 1.   | Trace Worthington | 139    |
| 2.   | Rune Kristiansen  | 100    |
| 3.   | Jean-Luc Brassard | 98     |
| 4.   | Fabrice Becker    | 97     |
| 5.   | Lloyd Langlois    | 95     |
| 6.   | Sébastien Foucras | 93     |
| 7.   | Heini Baumgartner | 92     |
| 8.   | John Smart        | 90     |
| 9.   | Roberto Franco    | 89     |
| 10.  | Kris Feddersen    | 87     |

| Rang | Name                 | Punkte |
| ---- | -------------------- | ------ |
| 1.   | Lloyd Langlois       | 572    |
| 2.   | Trace Worthington    | 564    |
| 3.   | Sébastien Foucras    | 560    |
| 4.   | Kris Feddersen       | 520    |
| 5.   | Jean-Marc Bacquin    | 512    |
| 6.   | Philippe Laroche     | 504    |
| 7.   | Alexis Blanc         | 476    |
| 8.   | Nicolas Fontaine     | 460    |
| 9.   | Andy Capicik         | 444    |
| 10.  | Jean-Damien Climonet | 436    |

| Rang | Name              | Punkte |
| ---- | ----------------- | ------ |
| 1.   | Jean-Luc Brassard | 880    |
| 2.   | John Smart        | 812    |
| 3.   | Olivier Cotte     | 716    |
| 4.   | Bruno Bertrand    | 680    |
| 5.   | Jörgen Päärjävi   | 640    |
| 6.   | Thony Hémery      | 608    |
| 7.   | Rick Emerson      | 572    |
| 8.   | Edgar Grospiron   | 564    |
| 9.   | Fabien Bertrand   | 552    |
| 10.  | Jim Moran         | 508    |

| Rang | Name              | Punkte |
| ---- | ----------------- | ------ |
| 1.   | Rune Kristiansen  | 700    |
| 2.   | Fabrice Becker    | 680    |
| 3.   | Heini Baumgartner | 644    |
| 4.   | Roberto Franco    | 620    |
| 5.   | Armin Weiß        | 568    |
| 6.   | Thomas Heyerdal   | 560    |
| 7.   | Ian Edmondson     | 560    |
| 8.   | Konrad Hilpert    | 492    |
| 9.   | Simen Andresen    | 472    |
| 10.  | Todd Allison      | 416    |

| Rang | Name              | Punkte |
| ---- | ----------------- | ------ |
| 1.   | Trace Worthington | 600    |
| 2.   | Darcy Downs       | 572    |
| 3.   | Hugo Bonatti      | 556    |
| 4.   | Sergei Schuplezow | 484    |
| 5.   | Sergey Brener     | 84     |

### Podestplätze

#### Moguls
| Datum             | Ort                 | Disz. | 1. Platz          | 2. Platz          | 3. Platz           |
| ----------------- | ------------------- | ----- | ----------------- | ----------------- | ------------------ |
| 12. Dezember 1992 | Tignes              | MO    | John Smart        | Leif Persson      | Edgar Grospiron    |
| 19. Dezember 1992 | Piancavallo         | MO    | Jean-Luc Brassard | Edgar Grospiron   | Bruno Bertrand     |
| 9. Januar 1993    | Blackcomb           | MO    | Edgar Grospiron   | Jean-Luc Brassard | Dominick Gauthier  |
| 16. Januar 1993   | Breckenridge        | MO    | Jim Moran         | Edgar Grospiron   | Hans Engelsen Eide |
| 22. Januar 1993   | Lake Placid         | MO    | Jean-Luc Brassard | Olivier Cotte     | John Smart         |
| 30. Januar 1993   | Le Relais           | MO    | Jean-Luc Brassard | Jörgen Pääjärvi   | Stéphane Rochon    |
| 11. Februar 1993  | La Clusaz           | MO    | Olivier Cotte     | Jean-Luc Brassard | Fabrice Ougier     |
| 20. Februar 1993  | Meiringen-Hasliberg | MO    | Jean-Luc Brassard | Olivier Cotte     | John Smart         |
| 25. Februar 1993  | La Plagne           | MO    | Fabien Bertrand   | John Smart        | Olivier Cotte      |
| 17. März 1993     | Livigno             | MO    | Jean-Luc Brassard | Edgar Grospiron   | Jim Moran          |
| 20. März 1993     | Oberjoch            | MO    | Thony Hemery      | Jörgen Pääjärvi   | Rick Emerson       |
| 27. März 1993     | Lillehammer         | MO    | Jean-Luc Brassard | John Smart        | Ryūji Iwabuchi     |

#### Aerials
| Datum             | Ort          | Disz. | 1. Platz          | 2. Platz             | 3. Platz          |
| ----------------- | ------------ | ----- | ----------------- | -------------------- | ----------------- |
| 11. Dezember 1992 | Tignes       | AE    | Sébastien Foucras | Lloyd Langlois       | Kris Feddersen    |
| 18. Dezember 1992 | Piancavallo  | AE    | Sébastien Foucras | Lloyd Langlois       | Philippe Laroche  |
| 10. Januar 1993   | Blackcomb    | AE    | Andy Capicik      | Sébastien Foucras    | Trace Worthington |
| 17. Januar 1993   | Breckenridge | AE    | Jean-Marc Bacquin | Trace Worthington    | Lloyd Langlois    |
| 23. Januar 1993   | Lake Placid  | AE    | Lloyd Langlois    | Sébastien Foucras    | Kris Feddersen    |
| 31. Januar 1993   | Le Relais    | AE    | Philippe Laroche  | Trace Worthington    | Lloyd Langlois    |
| 26. Februar 1993  | La Plagne    | AE    | Andy Capicik      | Jean-Damien Climonet | Mats Johansson    |
| 27. Februar 1993  | La Plagne    | AE    | Alexis Blanc      | Jean-Damien Climonet | Trace Worthington |
| 28. März 1993     | Lillehammer  | AE    | Trace Worthington | Lloyd Langlois       | Tor Skeie         |

#### Ballett
| Datum             | Ort          | Disz. | 1. Platz         | 2. Platz          | 3. Platz          |
| ----------------- | ------------ | ----- | ---------------- | ----------------- | ----------------- |
| 10. Dezember 1992 | Tignes       | AC    | Rune Kristiansen | Fabrice Becker    | Roberto Franco    |
| 17. Dezember 1992 | Piancavallo  | AC    | Rune Kristiansen | Armin Weiß        | Heini Baumgartner |
| 8. Januar 1993    | Blackcomb    | AC    | Rune Kristiansen | Fabrice Becker    | Roberto Franco    |
| 15. Januar 1993   | Breckenridge | AC    | Rune Kristiansen | Fabrice Becker    | Heini Baumgartner |
| 21. Januar 1993   | Lake Placid  | AC    | Fabrice Becker   | Rune Kristiansen  | Ian Edmondson     |
| 29. Januar 1993   | Le Relais    | AC    | Rune Kristiansen | Fabrice Becker    | Heini Baumgartner |
| 23. Februar 1993  | La Plagne    | AC    | Rune Kristiansen | Fabrice Becker    | Heini Baumgartner |
| 24. Februar 1993  | La Plagne    | AC    | Rune Kristiansen | Fabrice Becker    | Roberto Franco    |
| 19. März 1993     | Oberjoch     | AC    | Rune Kristiansen | Heini Baumgartner | Roberto Franco    |
| 26. März 1993     | Lillehammer  | AC    | Fabrice Becker   | Rune Kristiansen  | Heini Baumgartner |

#### Kombination
| Datum             | Ort          | Disz. | 1. Platz          | 2. Platz          | 3. Platz          |
| ----------------- | ------------ | ----- | ----------------- | ----------------- | ----------------- |
| 12. Dezember 1992 | Tignes       | CO    | Sergei Schuplezow | Hugo Bonatti      | Darcy Downs       |
| 19. Dezember 1992 | Piancavallo  | CO    | Sergei Schuplezow | Trace Worthington | Hugo Bonatti      |
| 10. Januar 1993   | Blackcomb    | CO    | Trace Worthington | Darcy Downs       | –                 |
| 17. Januar 1993   | Breckenridge | CO    | Trace Worthington | Darcy Downs       | –                 |
| 23. Januar 1993   | Lake Placid  | CO    | Trace Worthington | Sergei Schuplezow | Darcy Downs       |
| 31. Januar 1993   | Le Relais    | CO    | Trace Worthington | Sergei Schuplezow | Hugo Bonatti      |
| 26. Februar 1993  | La Plagne    | CO    | Darcy Downs       | Trace Worthington | Hugo Bonatti      |
| 27. Februar 1993  | La Plagne    | CO    | Trace Worthington | Hugo Bonatti      | Darcy Downs       |
| 28. März 1993     | Lillehammer  | CO    | Trace Worthington | Darcy Downs       | Sergei Schuplezow |

## Frauen

### Weltcupwertungen
| Rang | Name                 | Punkte |
| ---- | -------------------- | ------ |
| 1.   | Katherina Kubenk     | 174    |
| 2.   | Maja Schmid          | 153    |
| 3.   | Jilly Curry          | 132    |
| 4.   | Kristean Porter      | 128    |
| 5.   | Natalja Orechowa     | 104    |
| 6.   | Ellen Breen          | 100    |
| 7.   | Lina Cheryazova      | 100    |
| 8.   | Stine Lise Hattestad | 97     |
| 9.   | Sharon Petzold       | 94     |
| 10.  | Colette Brand        | 93     |

| Rang | Name                | Punkte |
| ---- | ------------------- | ------ |
| 1.   | Lina Cheryazova     | 600    |
| 2.   | Colette Brand       | 560    |
| 3.   | Nikki Stone         | 516    |
| 4.   | Liselotte Johansson | 504    |
| 5.   | Hilde Synnøve Lid   | 496    |
| 6.   | Caroline Olivier    | 480    |
| 7.   | Jacqui Cooper       | 452    |
| 8.   | Karin Kuster        | 444    |
| 9.   | Natalja Orechowa    | 444    |
| 10.  | Marie Lindgren      | 440    |

| Rang | Name                 | Punkte |
| ---- | -------------------- | ------ |
| 1.   | Stine Lise Hattestad | 876    |
| 2.   | Silvia Marciandi     | 824    |
| 3.   | Candice Gilg         | 812    |
| 4.   | Tatjana Mittermayer  | 804    |
| 5.   | Liz McIntyre         | 796    |
| 6.   | Bronwen Thomas       | 668    |
| 7.   | Raphaëlle Monod      | 664    |
| 8.   | Sandrine Vaucher     | 640    |
| 9.   | Petra Moroder        | 600    |
| 10.  | Rachel Savitt        | 592    |

| Rang | Name             | Punkte |
| ---- | ---------------- | ------ |
| 1.   | Ellen Breen      | 800    |
| 2.   | Sharon Petzold   | 756    |
| 3.   | Annika Johansson | 740    |
| 4.   | Julia Snell      | 708    |
| 5.   | Karen Hunter     | 616    |
| 6.   | Jeannette Witte  | 612    |
| 7.   | Cathy Féchoz     | 608    |
| 8.   | Maja Schmid      | 528    |
| 9.   | Katherina Kubenk | 516    |
| 10.  | Gabi Schmid      | 500    |

| Rang | Name             | Punkte |
| ---- | ---------------- | ------ |
| 1.   | Katherina Kubenk | 592    |
| 2.   | Maja Schmid      | 584    |
| 3.   | Kristean Porter  | 552    |
| 4.   | Jilly Curry      | 536    |
| 5.   | Natalja Orechowa | 472    |
| 6.   | Kylie Gill       | 172    |

### Podestplätze

#### Moguls
| Datum             | Ort                 | Disz. | 1. Platz             | 2. Platz             | 3. Platz            |
| ----------------- | ------------------- | ----- | -------------------- | -------------------- | ------------------- |
| 12. Dezember 1992 | Tignes              | MO    | Liz McIntyre         | Sandrine Vaucher     | Candice Gilg        |
| 19. Dezember 1992 | Piancavallo         | MO    | Tatjana Mittermayer  | Raphaëlle Monod      | Silvia Marciandi    |
| 9. Januar 1993    | Blackcomb           | MO    | Raphaëlle Monod      | Tatjana Mittermayer  | Candice Gilg        |
| 16. Januar 1993   | Breckenridge        | MO    | Stine Lise Hattestad | Silvia Marciandi     | Tatjana Mittermayer |
| 22. Januar 1993   | Lake Placid         | MO    | Stine Lise Hattestad | Liz McIntyre         | Candice Gilg        |
| 30. Januar 1993   | Le Relais           | MO    | Stine Lise Hattestad | Raphaëlle Monod      | Liz McIntyre        |
| 11. Februar 1993  | La Clusaz           | MO    | Raphaëlle Monod      | Stine Lise Hattestad | Liz McIntyre        |
| 20. Februar 1993  | Meiringen-Hasliberg | MO    | Raphaëlle Monod      | Stine Lise Hattestad | Silvia Marciandi    |
| 25. Februar 1993  | La Plagne           | MO    | Raphaëlle Monod      | Stine Lise Hattestad | Tatjana Mittermayer |
| 17. März 1993     | Livigno             | MO    | Stine Lise Hattestad | Silvia Marciandi     | Candice Gilg        |
| 20. März 1993     | Oberjoch            | MO    | Silvia Marciandi     | Candice Gilg         | Petra Moroder       |
| 27. März 1993     | Lillehammer         | MO    | Stine Lise Hattestad | Tatjana Mittermayer  | Candice Gilg        |

#### Aerials
| Datum             | Ort          | Disz. | 1. Platz         | 2. Platz          | 3. Platz            |
| ----------------- | ------------ | ----- | ---------------- | ----------------- | ------------------- |
| 11. Dezember 1992 | Tignes       | AE    | Natalja Orechowa | Kristean Porter   | Lina Cheryazova     |
| 18. Dezember 1992 | Piancavallo  | AE    | Lina Cheryazova  | Stacey Blumer     | Natalja Orechowa    |
| 10. Januar 1993   | Blackcomb    | AE    | Kristean Porter  | Hilde Synnøve Lid | Caroline Olivier    |
| 17. Januar 1993   | Breckenridge | AE    | Lina Cheryazova  | Marie Lindgren    | Caroline Olivier    |
| 23. Januar 1993   | Lake Placid  | AE    | Lina Cheryazova  | Marie Lindgren    | Hilde Synnøve Lid   |
| 31. Januar 1993   | Le Relais    | AE    | Lina Cheryazova  | Colette Brand     | Sue Michalski-Cagen |
| 26. Februar 1993  | La Plagne    | AE    | Lina Cheryazova  | Colette Brand     | Nikki Stone         |
| 27. Februar 1993  | La Plagne    | AE    | Colette Brand    | Lina Cheryazova   | Nikki Stone         |
| 28. März 1993     | Lillehammer  | AE    | Lina Cheryazova  | Kennedy Ryan      | Colette Brand       |

#### Ballett
| Datum             | Ort          | Disz. | 1. Platz       | 2. Platz         | 3. Platz         |
| ----------------- | ------------ | ----- | -------------- | ---------------- | ---------------- |
| 10. Dezember 1992 | Tignes       | AC    | Ellen Breen    | Annika Johansson | Sharon Petzold   |
| 17. Dezember 1992 | Piancavallo  | AC    | Ellen Breen    | Jelena Batalowa  | Sharon Petzold   |
| 8. Januar 1993    | Blackcomb    | AC    | Cathy Féchoz   | Ellen Breen      | Sharon Petzold   |
| 15. Januar 1993   | Breckenridge | AC    | Ellen Breen    | Cathy Féchoz     | Kristean Porter  |
| 21. Januar 1993   | Lake Placid  | AC    | Sharon Petzold | Julia Snell      | Ellen Breen      |
| 11. Februar 1993  | Gstaad       | AC    | Sharon Petzold | Ellen Breen      | Annika Johansson |
| 23. Februar 1993  | La Plagne    | AC    | Ellen Breen    | Julia Snell      | Annika Johansson |
| 24. Februar 1993  | La Plagne    | AC    | Ellen Breen    | Annika Johansson | Julia Snell      |
| 19. März 1993     | Oberjoch     | AC    | Ellen Breen    | Annika Johansson | Sharon Petzold   |
| 26. März 1993     | Lillehammer  | AC    | Ellen Breen    | Annika Johansson | Sharon Petzold   |

#### Kombination
| Datum             | Ort          | Disz. | 1. Platz         | 2. Platz         | 3. Platz         |
| ----------------- | ------------ | ----- | ---------------- | ---------------- | ---------------- |
| 12. Dezember 1992 | Tignes       | CO    | Maja Schmid      | Kristean Porter  | Natalja Orechowa |
| 19. Dezember 1992 | Piancavallo  | CO    | Natalja Orechowa | Maja Schmid      | Kristean Porter  |
| 10. Januar 1993   | Blackcomb    | CO    | Kristean Porter  | Katherina Kubenk | Maja Schmid      |
| 17. Januar 1993   | Breckenridge | CO    | Katherina Kubenk | Kristean Porter  | Maja Schmid      |
| 23. Januar 1993   | Lake Placid  | CO    | Maja Schmid      | Katherina Kubenk | Natalja Orechowa |
| 31. Januar 1993   | Le Relais    | CO    | Katherina Kubenk | Natalja Orechowa | Maja Schmid      |
| 26. Februar 1993  | La Plagne    | CO    | Maja Schmid      | Katherina Kubenk | Jilly Curry      |
| 27. Februar 1993  | La Plagne    | CO    | Katherina Kubenk | Jilly Curry      | Maja Schmid      |
| 28. März 1993     | Lillehammer  | CO    | Katherina Kubenk | Maja Schmid      | Natalja Orechowa |